# Министерство общественной безопасности Вьетнама
Министерство общественной безопасности (вьет. Bộ Công an) — исполнительный орган правительства Вьетнама, отвечающий за обеспечение национальной безопасности страны. Штаб-квартира министерства находится в Ханое, на улице Фам Ван Донга.

## Задачи
В соответствии с законодательством Вьетнама в задачи министерства входит, в частности:
- сбор информации, анализ, оценка и прогнозирования ситуации для выработки партийными и государственными органами принципов, политики, законов и стратегий по защите национальной безопасности и поддержания общественного порядка;
- защита прав и свобод, демократии, жизни и имущества граждан;
- защита высших должностных лиц партии и государства и иностранных гостей, иностранных представительств, представителей Вьетнама в международных организациях;
- обеспечение безопасности мероприятий и ключевых проектов национальной безопасности, а также лиц, связанных с государственной тайной[1].

## Руководство
С 2016 года министром общественной безопасности является генерал-полковник То Лам, член политбюро ЦК Коммунистической партии Вьетнама. У министра имеется 5 заместителей.
Основателем системы госбезопасности Вьетнама считается Чан Куок Хоан — министр общественной безопасности в 1953—1975, министр внутренних дел в 1975—1981 годах.